# .ae
.ae е интернет домейн от първо ниво за Обединените арабски емирства. Администрира се от .aeDA, което е част от Регулационния орган на телекомуникациите на ОАЕ.